# Бор (Львовская область)
Бор (укр. Бір) — село в Золочевской городской общине Золочевского района Львовской области Украины.
Население по переписи 2001 года составляло 192 человека. Занимает площадь 0,751 км². Почтовый индекс — 80713. Телефонный код — 3265.